# Joe Perry (gitarist)

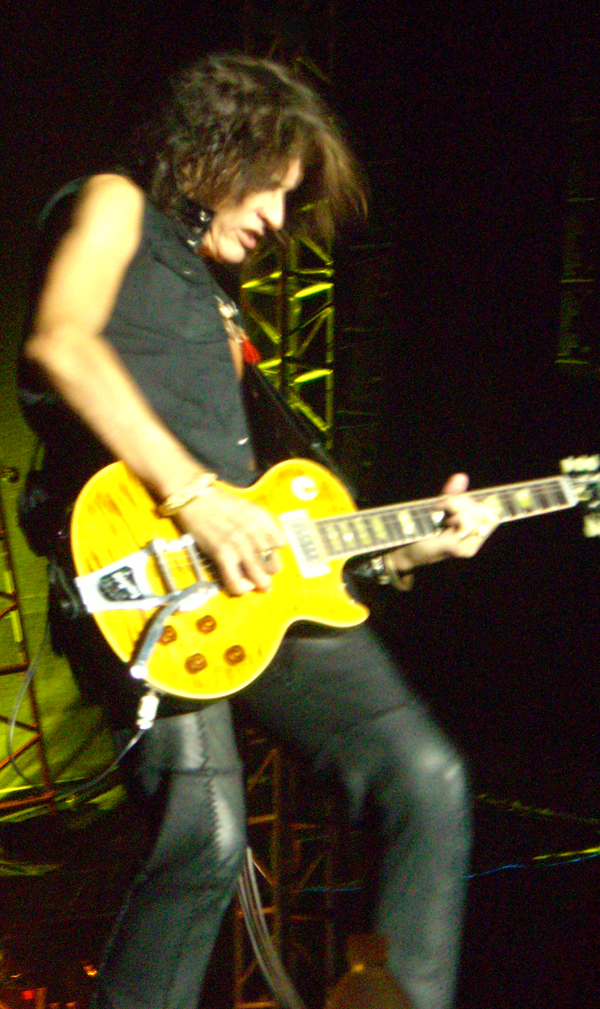
Joe Perry in 2007

Anthony Joseph Perry (Lawrence (Massachusetts), 10 september 1950), beter bekend als Joe Perry, is de leadgitarist en medecomponist van de Amerikaanse rockband Aerosmith.

## Geschiedenis
Perry richt met enkele andere bandleden in 1969 Aerosmith op en bereikt daarmee in de jaren zeventig wereldfaam. Eind jaren 70, na een dieptepunt veroorzaakt door drugs en alcohol verlaat Perry de band en gaat als solo-artiest verder. Hij brengt met zijn band, The Joe Perry Project, drie albums uit. Succes bleef daar echter bij uit.
In 1984 keert hij terug bij Aerosmith en maakt met de band een comeback.
In 2015 richtte hij samen met Alice Cooper en Johnny Depp de Hollywood Vampires op.

## Gitaar
Joe Perry valt op door zijn karakteristieke bluesrockgitaarpartijen. Zijn speelstijl wordt omschreven als 'recht voor zijn raap' en 'pure rock-'n-roll'. Perry gebruikt hoofdzakelijk een Gibson Les Paul gitaar en Marshall versterking en maakt minimaal gebruik van effecten en gebruikt vaak slides in z'n gitaarspel.
Het gitaarmerk Gibson heeft in samenwerking met Perry een gitaarlijn uitgebracht, 'Joe Perry Boneyard Les Paul'. Bij Jim Dunlop heeft Joe Perry een signaturelijn, de 'Joe Perry "Boneyard" Slide'.

## Solo-albums
- Let the Music do the Talking
- I've Got the Rock'n'Rolls Again
- Once a Rocker, Always a Rocker
- Joe Perry (2005)
- Have Guitar Will Travel (2010)
- Sweetzerland Manifesto (2018)

## Trivia
- Joe Perry is linkshandig maar hij speelt de gitaar rechtshandig.
- Op het podium wordt hij weleens door Steven Tyler als Joe-Fuckin-Perry aangekondigd.
- In het spel Guitar Hero Aerosmith draait alles om Joe Perry en is hij ook als karakter te koop.

- Bibsys: 11023520
- Bibliothèque nationale de France: cb13940684g (data)
- CiNii: DA1714537X
- Gemeinsame Normdatei: 135415349
- International Standard Name Identifier: 0000 0001 1874 8330
- Library of Congress Control Number: n94112803
- MusicBrainz: be797221-0117-45e3-81da-996f8d29db62
- Bibliotheek van het Japanse parlement: 001204946
- Nationale Bibliotheek van Tsjechië: ola2002147016
- Nationale Bibliotheek van Polen: a0000002887920
- SNAC: w65x60fs
- Virtual International Authority File: 34647832